# David Weber (Kabarettist)
David Weber (* 20. Juni 1990 in Mainz) ist ein deutscher Kabarettist und Musiker.

## Wirken
Seine ersten Auftritte absolvierte Weber 2016 auf Poetry-Slam-Bühnen. Er tritt hauptsächlich am Klavier auf und singt. Im Juni 2018 wurde er Leipziger Meister im Poetry Slam und qualifizierte sich dadurch erstmals für die deutschsprachigen Slam-Meisterschaften, bei denen er im Züricher Hallenstadion den zweiten Platz erreichte. Ein Jahr später gewann er im Ernst-Deutsch-Theater das Hamburger Jahresfinale der Singer-Songwriter. Beim Hamburger Comedypokal erreichte er 2019 das Finale, 2020 erhielt Weber den Bielefelder Kabarettpreis. Die Jury schrieb über ihn: „Mit stoischer Ruhe und hintergründigem Witz skizziert er seine skurrilen Alltagsbeobachtungen und überzeugt auch mit seinem musikalischen Œuvre.“ An der Seite von Julius Fischer war er in diversen Comedyformaten des MDR zu sehen. 2023 gewann Weber das Jahresfinale des Berliner Songslams und die Goldene Möwe in Hamburg.
Weber lebt in Berlin.

## Auszeichnungen
- 2018: Vizemeister bei den deutschsprachigen Meisterschaften im Poetry Slam
- 2020: Bielefelder Kabarettpreis
- 2022: Passauer Scharfrichterbeil, 2. Preis
- 2023: Goldene Möwe